# Джон Педерсен
Джон Дуглас Педерсен (21 травня 1881 — 23 травня 1951) був плідним розробником вогнепальної зброї, який працював для компанії Remington Arms, а пізніше на уряд США. Відомий конструктор зброї Джон Мозес Браунінг казав генерал-майору Джуліану С Хетчеру, що Педерсен «був найбільшим конструктором вогнепальної зброї в світі»

## Рання кар'єра
Найбільше відомий Педерсен завдяки розробленому в 1918 році пристрою Педерсена який перетворював стандартну військову гвинтівку Springfield 1903 на самозарядну під пістолетний набій.
Він розробив кілька успішних зразків спортивної зброї для компанії Remington, в тому числі пістолет Модель 51, помповий дробовик Модель 10 та помпові гвинтівки Моделей 12, 14 та 25. Він співпрацював з Джоном Браунінгом при розробці помпового дробовика Моделі 17. Модель 17 була вишуканою рушницею 20 калібру, яка послужила базою для трьох успішних дробовиків: Remington Model 31, Browning BPS та Ithaca 37.
Педерсен розробив дві одиниці вогнепальної зброї для військових США в 20-му столітті, які стали популярними. Його автоматичний пістолет .45 калібру, на базі Моделі 51, був прийнятий радою ВМС до виробництва, але через Першу світову війну компанія Remington змушена була випускати пістолети M1911. Він також розробив гвинтівку-конкурент гвинтівки M1 Garand. Його конструкція використовувала шарнірно-важільний затвор та патентовані вощені набої. Але була обрана гвинтівка Гаранда. Його «гвинтівку Педерсена», в міжвоєнний період, також випробували британці та японці, але на озброєння не прийняли. Розроблений ним набій .276 Pedersen (7×51 мм) був експериментальним вощеним набоєм калібру 7 мм для армії США та використовувався в гвинтівці Педерсена.
Педерсену видали 69 патентів в частині яких місцем його проживання вказано штат Вайомінг, в інших штати Колорадо та Нью-Йорк.

## Друга світова війна
Напочатку вступу США в Другу світову війну, Педерсен заснував компанію разом з родиною Ірвін, яка володіла успішним виробництвом меблів в Гранд-Рапідсі, штат Мічиган. Компанія Irwin-Pedersen Arms Company у цьому місті була капіталізована братами Робертом та Ерлом Ірвінами у розмірі 1 000 000 доларів США. В першу чергу завдяки контактам Педерсена в артилерійсько-технічному департаменті компанія Irwin-Pedersen Arms Company отримала контракт на виробництво понад 100 000 карабінів M1, які почали випускати зі швидкістю 1 000 одиниць в день після того як фабрика в Гранд-Рапідс була оснащена обладнанням та розпочала виробництво.
На жаль, через неправильне управління та безліч інших складнощів компанія не змогла налагодити масове виробництво і виробила трохи більше 3500 карабінів М1. Жоден з цих карабінів не відповідав стандартам артилерійсько-технічного департаменту, а тому жоден з них не був прийнятий на озброєння. В березня 1943 року артилерійсько-технічний департамент скасував контракт з компанією Irwin-Pedersen Arms. 1 квітня 1943 року виробничі потужності Irwin-Pedersen перейшли до іншого підрядника Saginaw Steering Gear Division підрозділу компанії General Motors. Зараз карабін Irwin-Pedersen M-1 є рідкіснішою версією карабіна M1 Carbine, а тому карабіни I-P є дорогими серед колекціонерів.

## Спадщина
Спортивна зброя Педерсена для компанії Remington сьогодні високо цінується як стрільцями, так і колекціонерами.
Багато військових розробок Педерсена були не прийняті військовими США. Хоча ВМС рекомендували прийняти на озброєння пістолет .45 калібру, початок Першої світової війни призвів до того, що перевагу надали пістолету M1911, який вже було представлено армії. Його найвідомішим винаходом став пристрій Педерсена, який ніколи не зміг вплинути на битви на Західному фронті під час Першої світової війни: війна скінчилась до випуску потрібної кількості пристроїв і відправки у Францію для американської армії (було випущено лише 65 000 замість запланованих 500 000). В 1920-ті роки артилерійсько-технічна служба армії США обрала набій .276 Pedersen для заміни набою .30-06 в піхотній гвинтівці та протестувала унікальну шарнірно-ваільну самозарядну гвинтівку на Абердинському випробувальному полігоні. Гвинтівка Педерсена програла гвинтівці Джона Гаранда. Пізніше генерал Макартур наклав вето на прийняття набою .276 Pedersen новим піхотним набоєм. Генерал Джордж Паттон володів пістолетом Remington Модель 51 і вважалося, що він віддає перевагу цій зброї, оскільки на багатьох фотографіях тієї епохи він носить її як особисту зброю. Під час Другої світової війни спроби Джона Педерсена через компанію Irwin-Pedersen Arms масово виробляти карабіни M1 для збройних сил США також зазнали невдачі.

## Особисте життя та родина
Педерсен народився в Гранд-Айленді, штат Небраска. Він був третім із чотирьох дітей датських іммігрантів Джона Х. і Матильди Крістін Педерсен. Родина Педерсен володіла ранчо і мешкала у кількох західних штатах; у них було сімейне ранчо поряд з Джексон-Хоул, штат Вайомінг, де Джон Дуглас жив після смерті своїх батьків. Згідно з записами родини Педерсенів, не відомо яку освіту отримав Джон Педерсен, але відомо, що він багато мандрував.
28 березня 1921 року Педерсен одружився з Реатою Кенеді в Прово, штат Юта. Кенеді народилася в Грінвіллі, штат Техас, а її батько, шотландець Лорен Кенеді, був інженером-залізничником, якого відправили до Китаю, де він працював над будівництві залізниці. Кенеді супроводжувала його, поки її мати залишалася в районі затоки Сан-Франциско. Одного разу він пішов «вниз», щоб доставити зарплату залізничній бригаді, і більше про нього ніхто не чув, а його донька-напівсирота змушена була одна повертатися додому. Вона стала скрипалькою-протеже сера Томаса Ліптона, який допоміг їй відвідати школу медсестер і стати лікарем лікарні Вікторії в Лондоні. За сімейною легендою, Реата була медсестрою під час Першої світової війни, працювала в польовому шпиталі всередині розбомбленої церкви в Бельгії, коли туди влучив німецький снаряд. Вона допомагала під час операції пораненому солдату і кинулася на нього, щоб завадити потраплянню уламків в його рани. Їх витягли з під завалів, солдат вижив, а Реата отримала нагороду британського уряду. Ця подія привернула до неї увагу американського ілюстратора журналів, можливо, П. Г. Морган, який написав 100 картин для Червоного Хреста, де вона була медсестрою, яка вночі в польовому шпиталі, за допомогою невеликого ліхтарика, дивилась термометр пацієнта. Картина нібито стала ілюстрацією обкладинки одного з журналів того часу. Хоча наразі немає відомостей про реальність цієї історії, справжня картина маслом існує, і зараз вона займає почесне місце в будинку її онуки у Волдорфі, штат Меріленд. В якийсь момент під час війни Реата почала публікувати оповідання та журнальні статті під псевдонімом Реата Ван Хаутен; про це є документальні свідчення. Серед її оповідань є Честь серед злодіїв, журнал All-Story Weekly (1917); Скрипаль Джо, журнал All-Story Weekly (1919); Сім сплячих, журнал All-Story Weekly (1919) і Товариші Стежки та Мансі (1927). Протягом 1930-х років вона писала статті для журналу Field & Stream та подібних журналів на такі теми, як риболовля нахлистом. Також вона стала радіоведучою і мала власне шоу на радіостанції NBC, де була відома як «Господиня ефіру.»
Педерсени мали двох дітей Еріка та Крісті-Рей.< Вони багато подорожували, він зазвичай у справах, пов'язаних із розробкою зброї, хоча їхньою «базою» було сімейне ранчо в Джексон-Хоулі. На початку 1920-х коли Еріку було 4, а Крісті-Рей 3, вони на кілька років переїхали до Англії, де Джон Дуглас працював на компанію Vickers. До виходу на пенсію Реата працювала медсестрою на підприємстві Goodwill Industries у Сан-Дієго. У якийсь невідомий момент вони розлучилися.
Педерсен помер у віці 70 років, на той час він мешкав у Бледфорді, штат Массачусетс, пригороді Спрингфілда, місце знаходження компанії Springfield Armory розробника гвинтівки Спрингфілд. Не відомо чи мало його проживання там якксь відношення до роботи компанії. Хоча, він помер від інфаркту міокарда, як завжди подорожуючи, Коттонвуді, округ Явапай, штат Аризона, поблизу Прескотта, де Педерсени жили раніше. Реата Педерсен в 1969 році в Сан-Дієго у віці 85 років. В 1946 році Педерсен одружився з Крісті Дж. Луміс Бонд, вдовою, яка керувала медсестрами в лікарні де, можливо, Педерсен проходив лікування від туберкульозу. На момент весілля йому було 65 років, Бонд було 33 роки. Весілля відбулося в Конкорді, штат Нью-Гемпшир.
На початку Корейської війни, його син Ерік Педерсен вступив до лав корпусу морської піхоти США і служив в званні лейтенанта. Про нього згадують в книзі Сміливий: Гордість морської піхоти. Лейтенант Педерсен командував взводом безвідкатних гармат та за власний рахунок придбав коня для підвезення боєприпасів. Цей кінь став відомим в першій дивізії морської піхоти. Сміливий став першим конем, який брав участь у висадці морської піхоти, пройшов шлях від рядового до капрала, а потім до сержанта, а наприкінці війни був відправлений в Кемп-Пендлтон, штат Каліфорнія, де він дожив до своєї пенсії, як улюблений талісман.
Більшість інформації про компанію Irwin-Pedersen Arms взята з книги Ларрі Л. Рута: "War Baby! The U.S. Caliber .30 Carbine, " Collector Grade Publications, Cobourg, Ontario, Canada 2001. ISBN 0-88935-117-1
Інформація про сімейну історію Педерсенів походить із сімейних записів, фотографій, картин, генеалогічних досліджень, свідоцтв про смерть та іншої документації, якою володіє онука Педерсенів.